# Nathan Cardoso
Nathan Cardoso (São Paulo, 13 mei 1995) is een Braziliaans voetballer die speelt als verdediger voor San Jose Earthquakes.

## Carrière
Cardoso speelde in de jeugd van SE Palmeiras en maakte op 13 september 2014 zijn profdebuut tegen Fluminense FC, hij speelde de hele match die ze met 3-0 verloren. Hij speelde in zijn eerste seizoen twaalf wedstrijden, maar kwam daarna niet meer aan spelen toe. Hij werd in 2016 verhuurd aan Criciúma EC waarvoor hij 17 wedstrijden speelde en twee doelpunten maakten.
Het seizoen erop werd hij uitgeleend aan Chapecoense, hij was een van de spelers die werd uitgeleend aan de club na het tragische ongeval van het jaar daarvoor. Desondanks speelde hij maar een wedstrijd in de competitie en negen internationaal voor de club.
In 2017 werd hij uitgeleend aan de Zwitsers club Servette FC Genève, hij speelde er tot het einde van het seizoen en het seizoen erop werd hij uitgeleend aan reeksgenoot Grasshopper. In 2019 maakte hij definitief de overstap naar de Zwitserse competitie en tekende bij FC Zürich.
Hij maakte in juli 2021 de overstap van Zürich naar de Amerikaanse club San Jose Earthquakes.

## Statistieken
| Seizoen         | Club                 | Land                      | Competitie          | Competitie | Competitie | Beker | Beker | Internationaal | Internationaal | Totaal | Totaal |
| Seizoen         | Club                 | Land                      | Competitie          | Wed.       | Dlp.       | Wed.  | Dlp.  | Wed.           | Dlp.           | Wed.   | Dlp.   |
| --------------- | -------------------- | ------------------------- | ------------------- | ---------- | ---------- | ----- | ----- | -------------- | -------------- | ------ | ------ |
| 2014            | SE Palmeiras         | Vlag van Brazilië         | Série A             | 12         | 0          | 0     | 0     | –              | –              | 12     | 0      |
| 2015            | SE Palmeiras         | Vlag van Brazilië         | Série A             | 3          | 0          | 0     | 0     | –              | –              | 3      | 0      |
| 2016            | → Criciúma EC        | Vlag van Brazilië         | Série B             | 17         | 2          | 0     | 0     | 0              | 0              | 17     | 2      |
| 2017            | → Chapecoense        | Vlag van Brazilië         | Série A             | 1          | 0          | 0     | 0     | 8              | 0              | 9      | 0      |
| 2017/18         | → Servette FC Genève | Vlag van Zwitserland      | Super League        | 28         | 3          | 1     | 0     | –              | –              | 29     | 3      |
| 2018/19         | → Grasshopper        | Vlag van Zwitserland      | Super League        | 9          | 1          | 1     | 0     | –              | –              | 10     | 1      |
| 2019/20         | FC Zürich            | Vlag van Zwitserland      | Super League        | 28         | 2          | 2     | 1     | –              | –              | 30     | 3      |
| 2020/21         | FC Zürich            | Vlag van Zwitserland      | Super League        | 32         | 0          | 1     | 0     | –              | –              | 33     | 0      |
| 2021            | San Jose Earthquakes | Vlag van Verenigde Staten | Major League Soccer | 20         | 2          | 0     | 0     | –              | –              | 20     | 2      |
| 2022            | San Jose Earthquakes | Vlag van Verenigde Staten | Major League Soccer | 26         | 3          | 0     | 0     | –              | –              | 26     | 3      |
| Carrière totaal | Carrière totaal      | Carrière totaal           | Carrière totaal     | 176        | 13         | 5     | 1     | 8              | 0              | 189    | 14     |